# Persipan
Il persipan è un ingrediente dolciario tedesco.

## Caratteristiche
Il persipan è simile al marzapane, ma è composto da semi di pesca o albicocca e ha un sapore leggermente amaro.  Le albicocche coltivate per la produzione del persipan sono varianti più economiche di quelle in commercio e non sono commestibili. Il persipan contiene sciroppo di glucosio o sorbitolo. Fra gli alimenti contenenti il persipan vi sono i dominostein e il Christstollen.
Il nome dell'alimento è una parola macedonia composta dal latino persicus ("pesca") e pan ("pane").